# Zen Gesner
Zen Brant Gesner est un acteur américain né le 23 juin 1970 à Van Nuys, Californie (États-Unis).
Son père se nomme Harry Gesner et sa mère l'actrice Nan Martin. Il a un demi-frère, Casey Martin Dolan.
Marié depuis 1995 à Cynthia Farrelly avec qui il a 3 fils : Finn Harry (né le 24 juillet 1997), Rory et Tuck John (né le 11 juillet 2003).

## Filmographie
- 1994 : Victim : Sgt. Greg
- 1994 : Dumb & Dumber : Dale's Man
- 1995 : Wish Me Luck : Henry Krinkle
- 1996-1998: Les Aventures de Sinbad (The Adventures of Sinbad) (série TV) : Sinbad
- 1996 : Soldier Boyz : Guard #1
- 1996 : Kingpin : Thomas Boorg
- 1996 : The Glass Cage : Customer
- 1997 : Gettin' Up
- 1997 : La Force du destin ("All My Children") (série TV) : Braden Lavery (1997-1998)
- 1998 : Mary à tout prix (There's Something About Mary) : Pier Bartender
- 1998 : Friends (Saison 5, épisode 2) : Dave
- 2000 : Fous d'Irène (Me, Myself & Irene) : Agent Peterson, EPA
- 2001 : Social Misfits : Counselor Travis
- 2001 : The Breed : West
- 2001 : Osmosis Jones : Emergency Room Doctor #1
- 2001 : L'Amour extra-large (Shallow Hal), des frères Farrelly : Ralph Owens
- 2002 : Legend of the Phantom Rider : Suicide
- 2002 : Boat Trip : Ron
- 2003 : Florida City : John Haleran
- 2004 : The Hollow (en) film de Kyle Newman  : Marcus
- 2005 : Terrain d'entente : Steve
- 2005 : The Ringer : David Patrick
- 2024 : Ricky Stanicky de Peter Farrelly